# Valkyrae
Рейчел «Рей» Хофштеттер   (народилася 8 січня 1992 року),  більш відома як Valkyrae, — американська інтернет-особистість. Вона є найпопулярнішою жінкою-стримером на YouTube з 2020 року . Adweek назвала її «Кращим ігровим творцем року». Хофштеттер отримала нагороду Game Award .
Хофштеттер є співвласницею 100 Thieves, кіберспортивної компанії, а з 2018 року створює контент для бренду. Хофштеттер є прихильником жінок в онлайн-іграх, іноді грає в складі жіночих команд. 

## Кар'єра

### Рання робота та визнання (2014–2020)
Після закінчення громадського коледжу Хофштеттер працювала на різних роботах, включаючи роботу в GameStop.  У 2014 році під час роботи вона почала ділитися своїм ігровим хобі в Instagram, набувши значну кількість прихильників. З 2015 різні підписники Instagram, друзі та стримери з платформи Twitch заохочували її почати стримити.  Після набуття деякої популярності в соціальних мережах, Хофштеттер почала публікувати ігрові відео на YouTube. 
У 2018 році вона стала першою жінкою-геймером і творцем контенту в складі 100 Thieves , американської кіберспортивної організації. 13 січня 2020 року Хофштеттер покинула платформу Twitch, щоб отримати ексклюзивний контракт на трансляції на YouTube.  Хоча на початку 2020 року їй було важко підтримувати кількість глядачів (в середньому їх було 5000), її канал на YouTube отримав значний приріст, коли вона почала грати в багатокористувацьку онлайн-гру із соціальною дедукцією Among Us і почала співпрацювати з популярними стримерами, включаючи Disguised Toast, Sykkuno, Pokimane, Jacksepticeye, Cr1TiKaL, Corpse Husband, xChocoBars і Fuslie.
Valkyrae стала найшвидше зростаючою жінкою-стримером року та обігнала Pokimane як найпопулярнішу жінку-стример 2020 року.  Ближче до кінця 2020 року трансляції Хофштеттер регулярно досягали піку, коли кількість одночасних глядачів перевищувала 100 000, як правило, це було під час гри в Among Us. 

### Прорив і розширення (2021 – дотепер)
7 квітня 2021 року Хофштеттер оголосили співвласницею 100 Thieves разом із іншим творцем контенту 100 Thieves CouRageJD.   Вони приєдналися до Скутера Брауна, Дена Гілберта, репера Дрейка та засновника Метью «Надешота» Хага. Як співвласники, Valkyrae і CouRage отримають частку в компанії, яку журнал Forbes нещодавно оцінив у 190 мільйонів доларів.  У березні 2021 року Хофштеттер і творець контенту Natsumiii випустили кавер-версію пісні «Last Cup of Coffee» LilyPichu.  Пізніше того ж місяця вона зіграла роль Corpse Husband у кліпі на пісню «DayWalker! » від Machine Gun Kelly за участю Corpse Husband.  Пізніше того ж року Хофштеттер також знялась в епізодичній ролі в музичних кліпах на пісні Белли Порч «Build a Bitch» і «Inferno».  
Хофштеттер разом із Sykkuno та Corpse Husband брала участь у зборі коштів для програми Feeding America, організованому Джиммі Феллоном у рамках сегменту The Tonight Show у квітні 2021. Сегмент включав гру в Among Us з учасниками американської хіп-хоп групи The Roots, Таріком Троттером, Кірком Дугласом і Questlove, а також учасниками акторського складу визнаного критиками американського серіалу Stranger Things, Гейтеном Матараццо та Ноа Шнаппом.  

## Скандал з RFLCT
19 жовтня 2021 року Хофштеттер оголосила про запуск свого бренду по догляду за шкірою RFLCT. Бренд, насамперед орієнтований на геймерів і тих, хто багато часу проводить за екраном, стверджував, що користувачі схильні до пошкодження шкіри через тривалий вплив синього світла, і що їхні продукти захищають від нього. RFLCT отримав негативну реакцію через недостатність доказів, що підтверджують їхню теорію;   за словами Кетлін Суоцці, директора програми естетичної дерматології в Єльському університеті, якщо люди, які не схильні до мелазми або гіперпігментації, навряд чи можуть постраждати від будь-яких наслідків тривалого сидіння перед екраном. 
Хофштеттер звернулася до критики RFLCT у жовтні 2021 року, заявивши, що «вся ненависть, сумніви, занепокоєння та критика є виправданими та обґрунтованими» і що вона була «дуже засмучена та збентежена». Вона заявила, що будуть внесені оновлення з легітимними науковими дослідженнями, які підтверджують заяву бренду, що синє світло є шкідливим для шкіри.   Пізніше вона повідомила, що їй було надано доступ до досліджень, проведених RFLCT, що підтримують цю заяву, і що дослідження стане загальнодоступним під час запуску продукту, однак після запуску їй повідомили, що дослідження не може бути оприлюднене для громадськості.  Тоді Хофштеттер висловила бажання відмовитись від співпраці з RFLCT, але була зобов’язана контрактом.  30 жовтня 2021 року RFLCT припинив роботу свого веб-сайту та інтернет-магазину. У заяві на веб-сайті написано: «Хоча ми віримо у створені формулювання, після подальших роздумів ми вирішили рухатися вперед новими шляхами, фактично припиняючи бренд RFLCT».  

## Особисте життя
Valkyrae має частково філіппінське та німецьке походження і виросла у Вашингтоні.  Її батько помер від раку в 2017 році.  У неї є одна молодша сестра. Вона закінчила коледж у Вашингтоні. 

## Дискографія

### Сингли

#### Як сумісний виконавець
| Рік  | Трек                                                    | Деталі                                         | Пос    |
| ---- | ------------------------------------------------------- | ---------------------------------------------- | ------ |
| 2021 | «Last Cup of Coffee» (сумісно з Natsumiii та LilyPichu) | - Дата виходу на YouTube: 15 березня 2021 року | [ 27 ] |

## Фільмографія

### Музичні відео
| Рік  | Назва           | Виконавці                                     | Роль           | Ref.   |
| ---- | --------------- | --------------------------------------------- | -------------- | ------ |
| 2021 | «DayWalker»     | Machine Gun Kelly (за участю Corpse Husband ) | Corpse Husband | [ 14 ] |
| 2021 | «Build a Bitch» | Белла Порч                                    | Сама себе      | [ 15 ] |
| 2021 | «Inferno»       | Sub Urban і Белла Порч                        | Сама себе      | [ 16 ] |
| 2022 | «Car Crash»     | eaJ                                           | Сама себе      | [ 28 ] |

## Змагання
| Рік  | Подія                                 | Примітка                                                     | Ref.   |
| ---- | ------------------------------------- | ------------------------------------------------------------ | ------ |
| 2018 | Fortnite Pro-Am                       | Об'єдналась з музичним продюсером Murda Beatz .              | [ 29 ] |
| 2019 | Australian Open Fortnite Summer Smash |                                                              | [ 30 ] |
| 2019 | Fortnite Celebrity Pro-Am             | Об'єдналась з гравцем Los Angeles Chargers Джастіном Джонсом | [ 31 ] |

## Нагороди та номінації
| Рік  | Церемонія                         | Категорія                       | Результат          | Ref.                                                                 |
| ---- | --------------------------------- | ------------------------------- | ------------------ | -------------------------------------------------------------------- |
| 2019 | 11-а щорічна премія Shorty Awards | Найкращі в іграх                | Номінація          | [ 32 ]                                                               |
| 2020 | The Game Awards                   | Творець контенту року           | Перемога           | [ 33 ]                                                               |
| 2021 | Adweek Creator Visionary Awards   | Ігровий творець року            | Перемога           | [ 34 ]                                                               |
| 2021 | 11-а премія Streamy Awards        | Стример                         | Перемога           | [ 35 ]                                                               |
| 2022 | Forbes 30 до 30 років             | Ігри                            | Включена до списку | [33]. Архів оригіналу за 21 квітня 2022. Процитовано 21 квітня 2022. |
| 2022 | Нагорода Streamer Awards          | Найкращий різноманітний стример | Номінація          | [34]                                                                 |